# سنگ یادبود
سنگ یادبود، ستون یادبود یا ایستاسنگ به لوح یا ستونی سنگی گفته می‌شود که بر روی آن متن و نگاره‌هایی به عنوان یادگار و یادبود فرد یا رخدادی مهم نقش شده‌باشد.
در دوران‌های باستانی، به‌ویژه مصری‌ها، ایرانی‌ها، یونانی‌ها، و رومی‌ها از سنگ یادبود استفاده زیادی می‌کردند تا از این طریق رویدادهای مهم را ثبت کنند. در آمریکای میانه نیز مایاها سنگ یادبودهای متعددی را افراشته‌اند. سنگ مزارهای یادبود در ارمنستان چلیپاسنگ (خاچکار) و سنگ مزارهای مربوط به روم باستان سیپوس نامیده می‌شوند.
لوح قانون حمورابی از سنگ‌های یادبود معروف است.

## نگارخانه

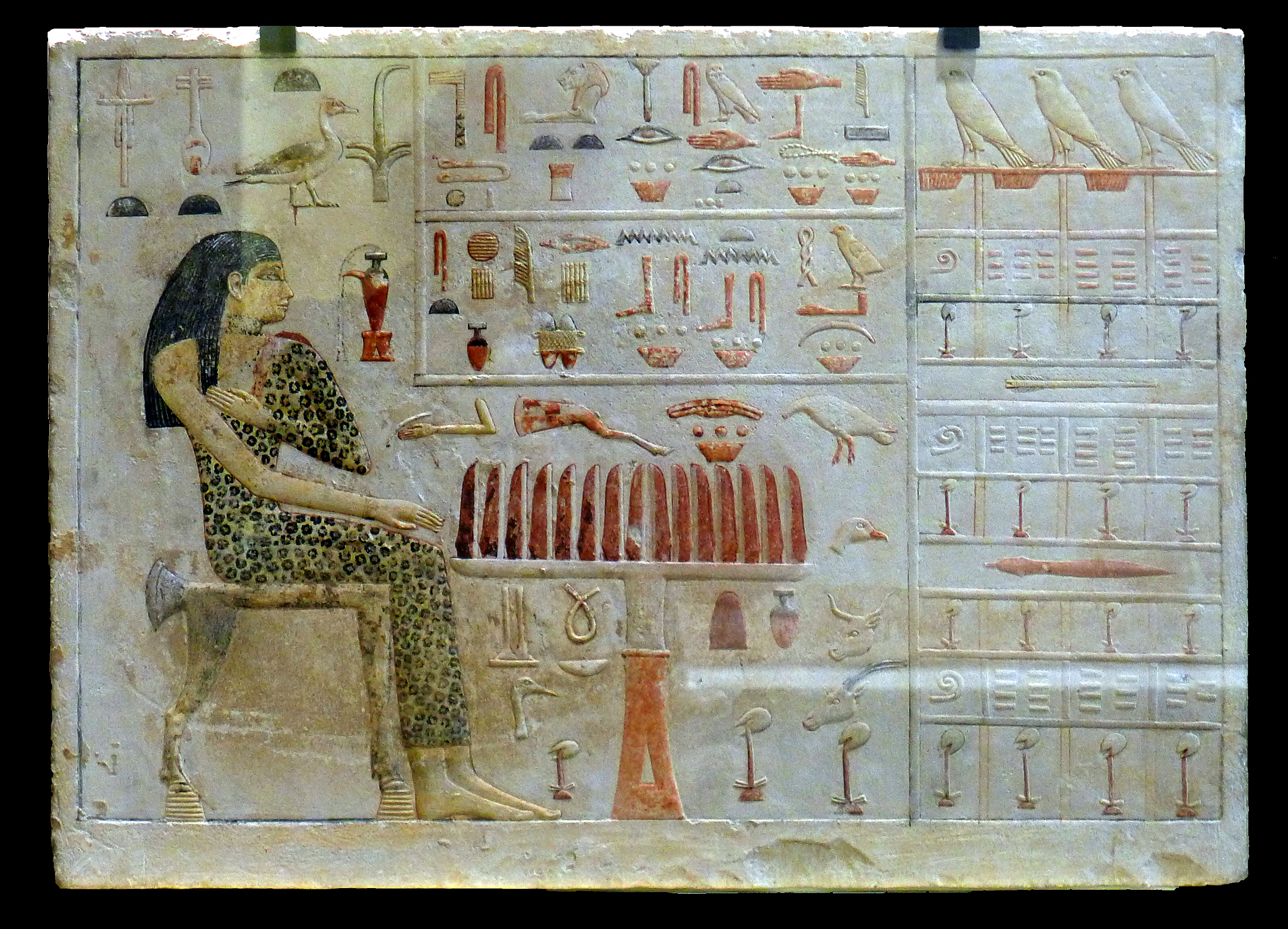
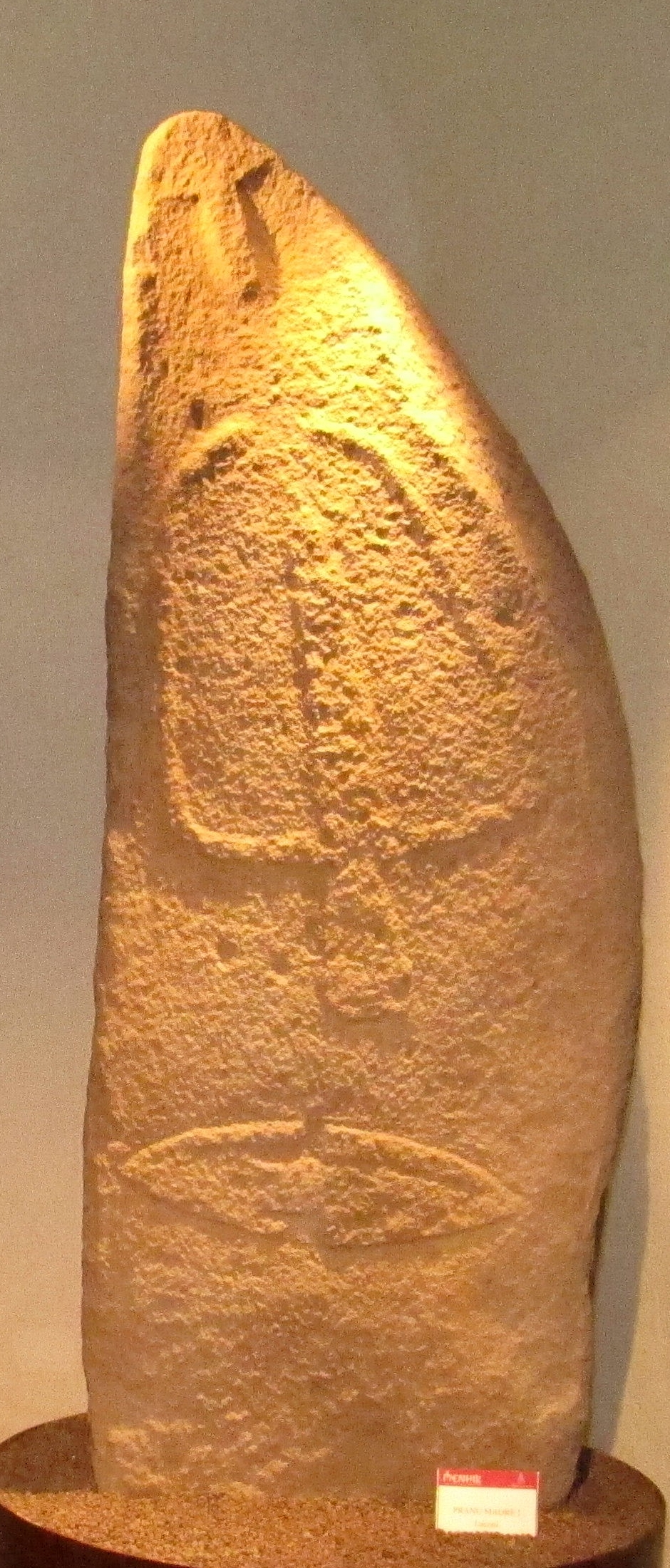
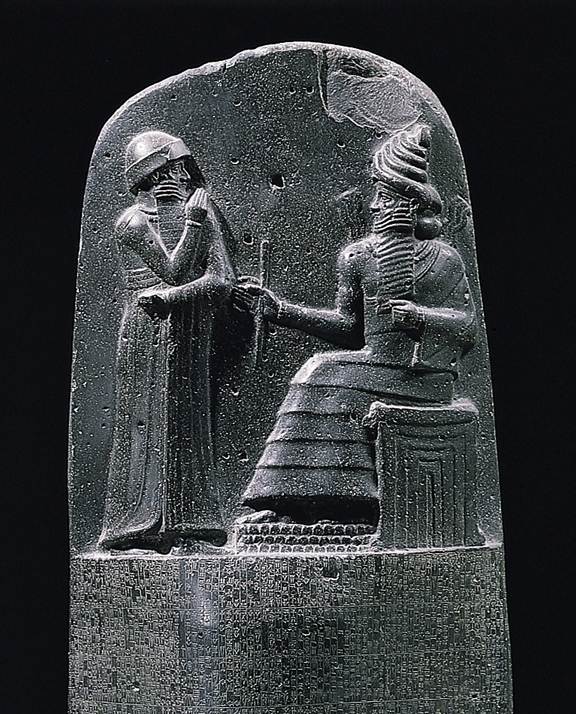
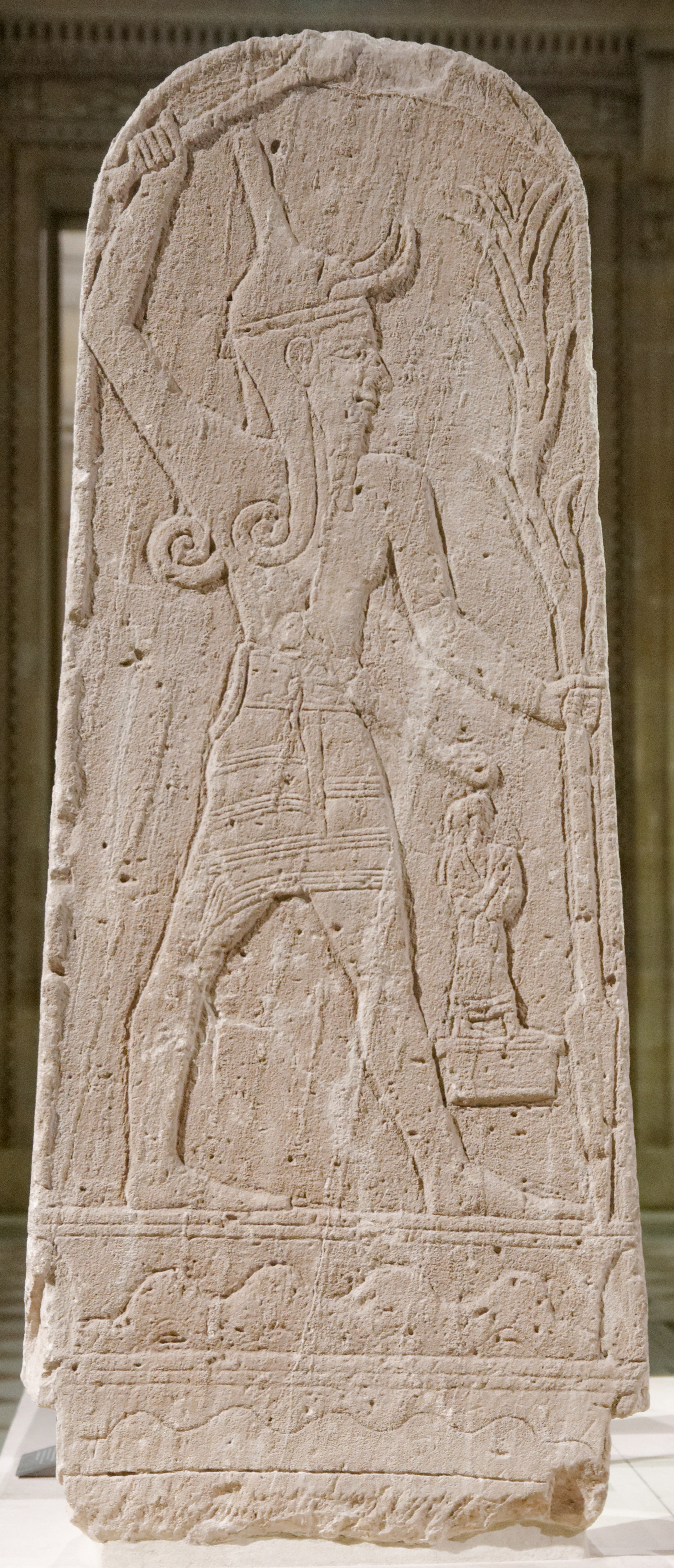
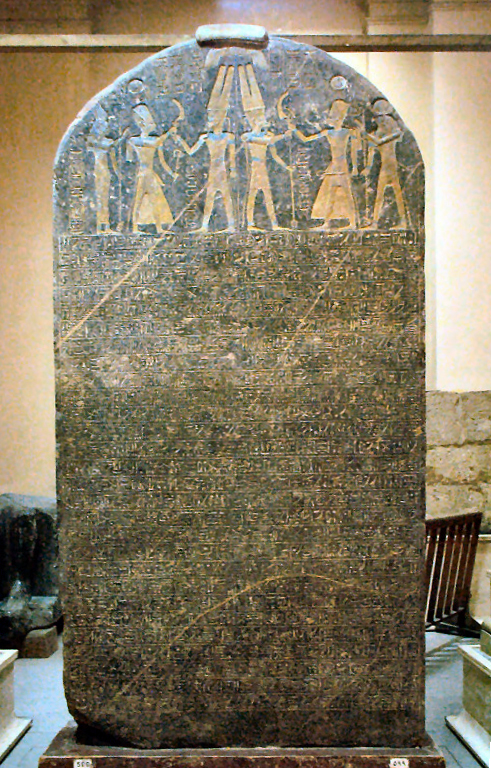
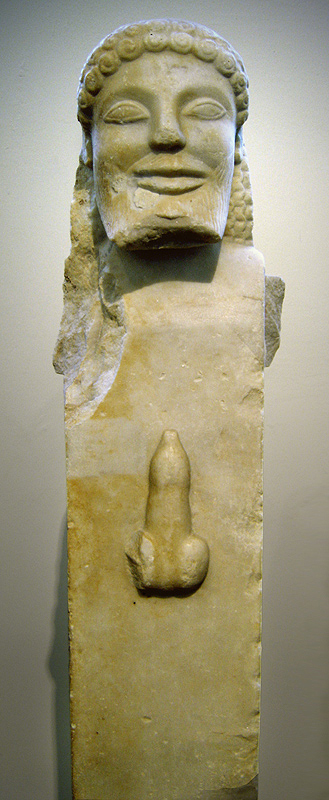
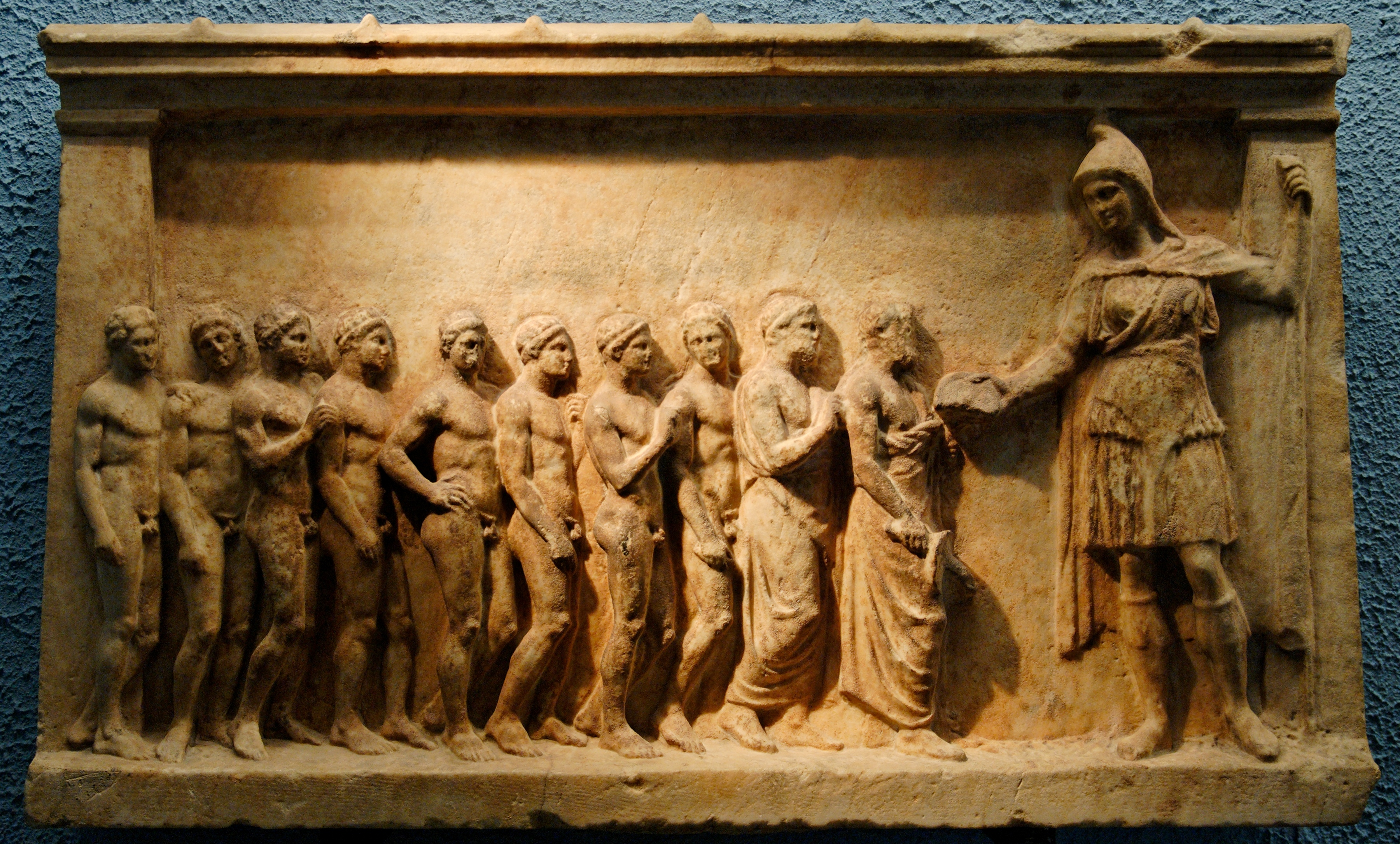
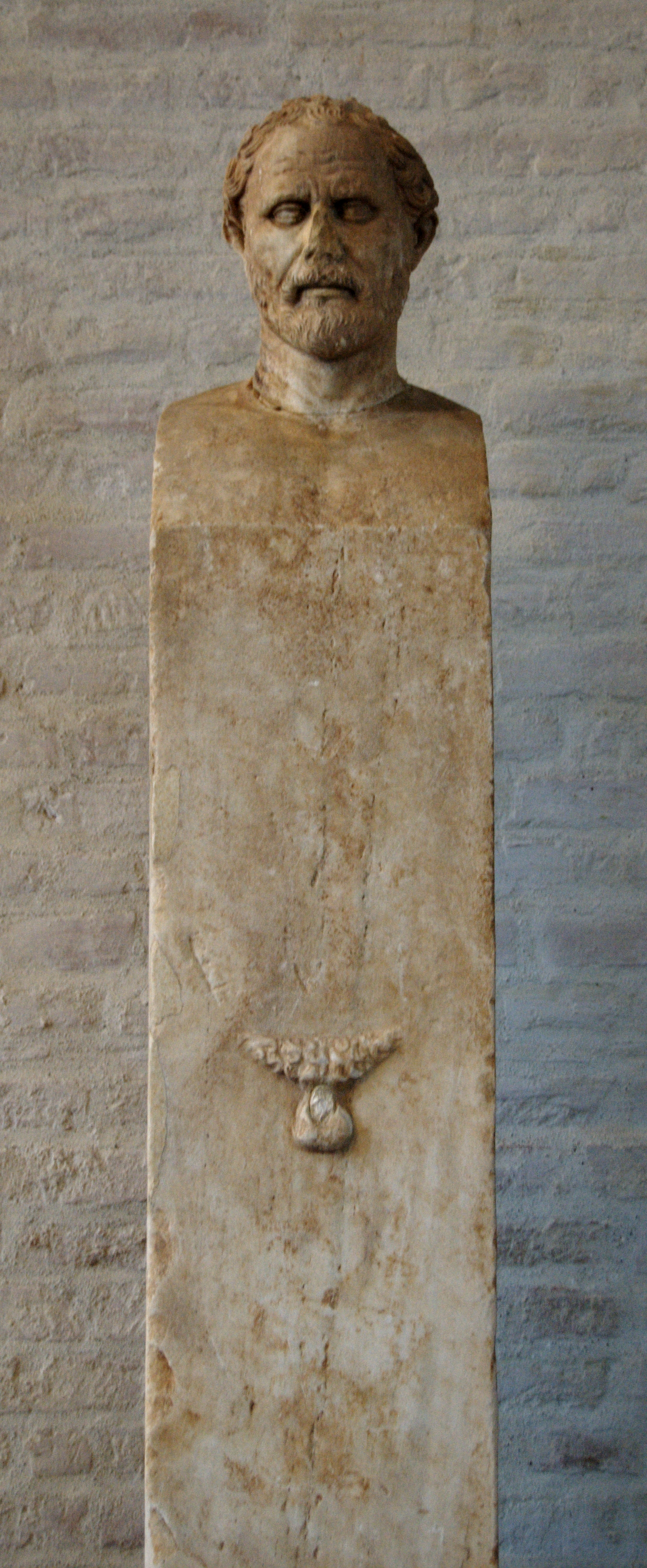
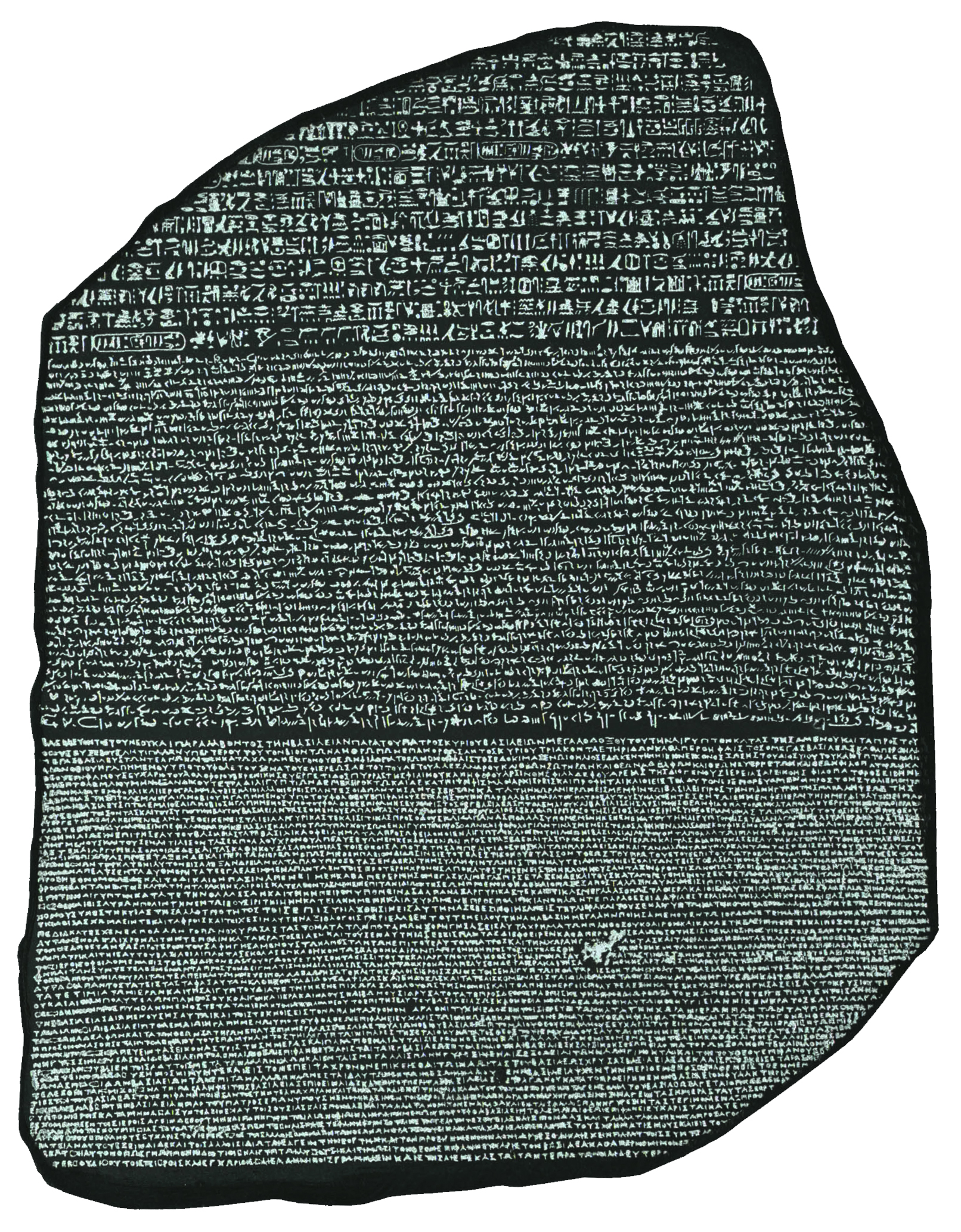
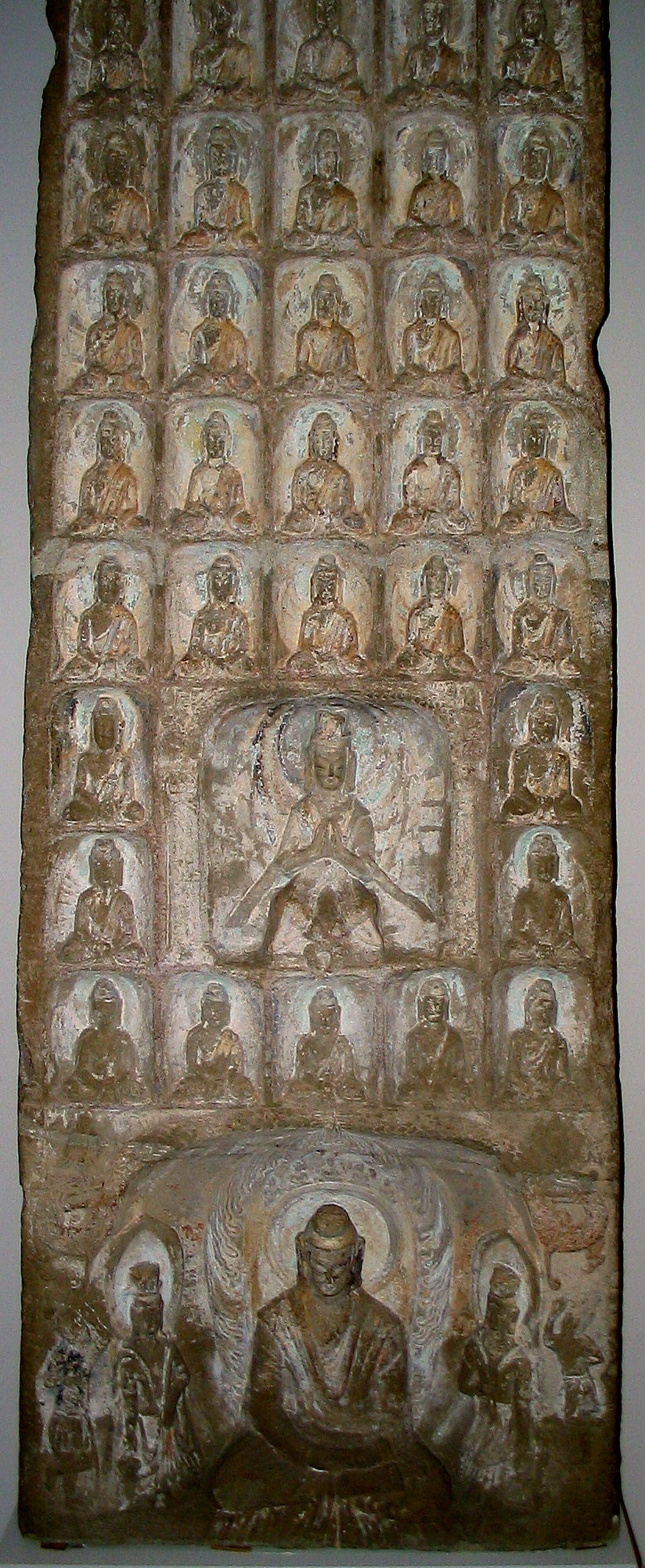
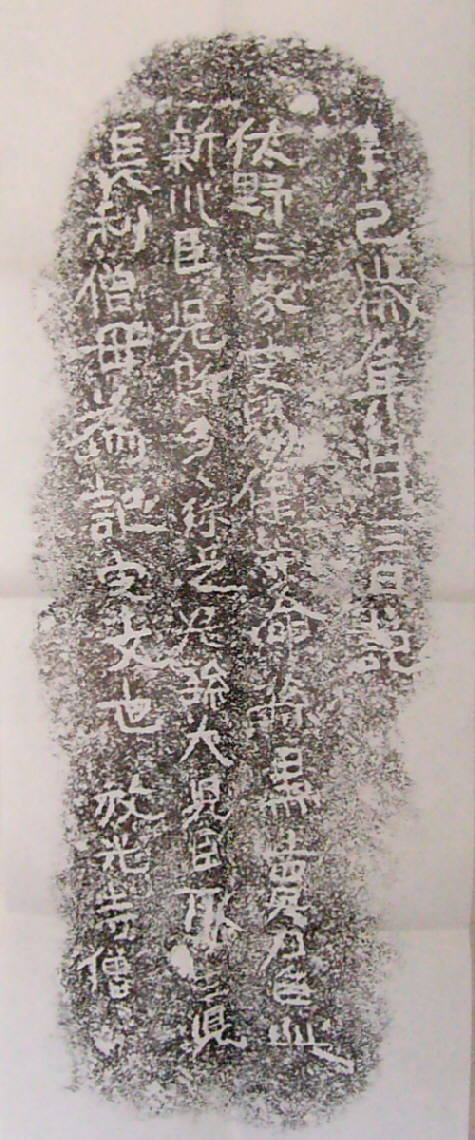
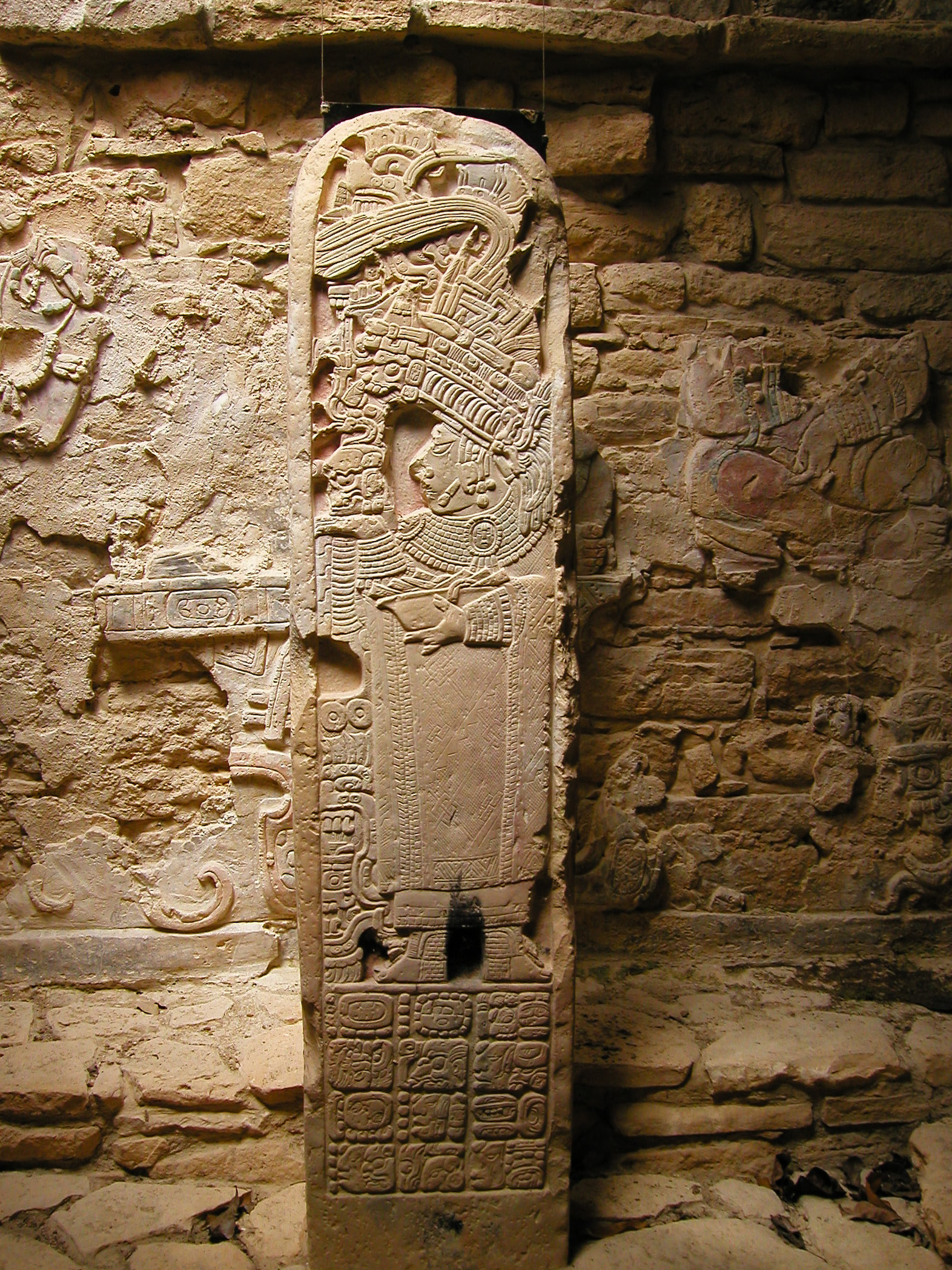
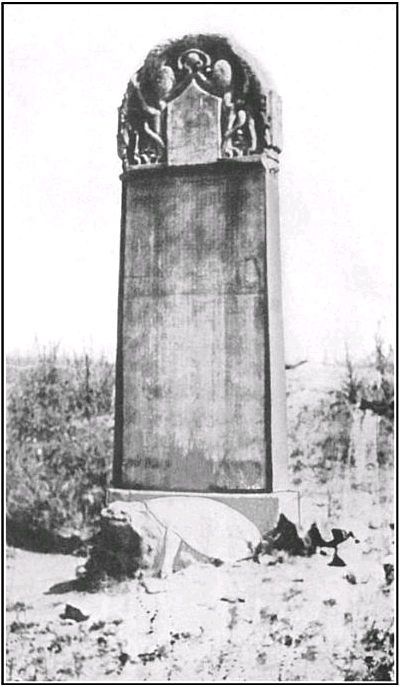
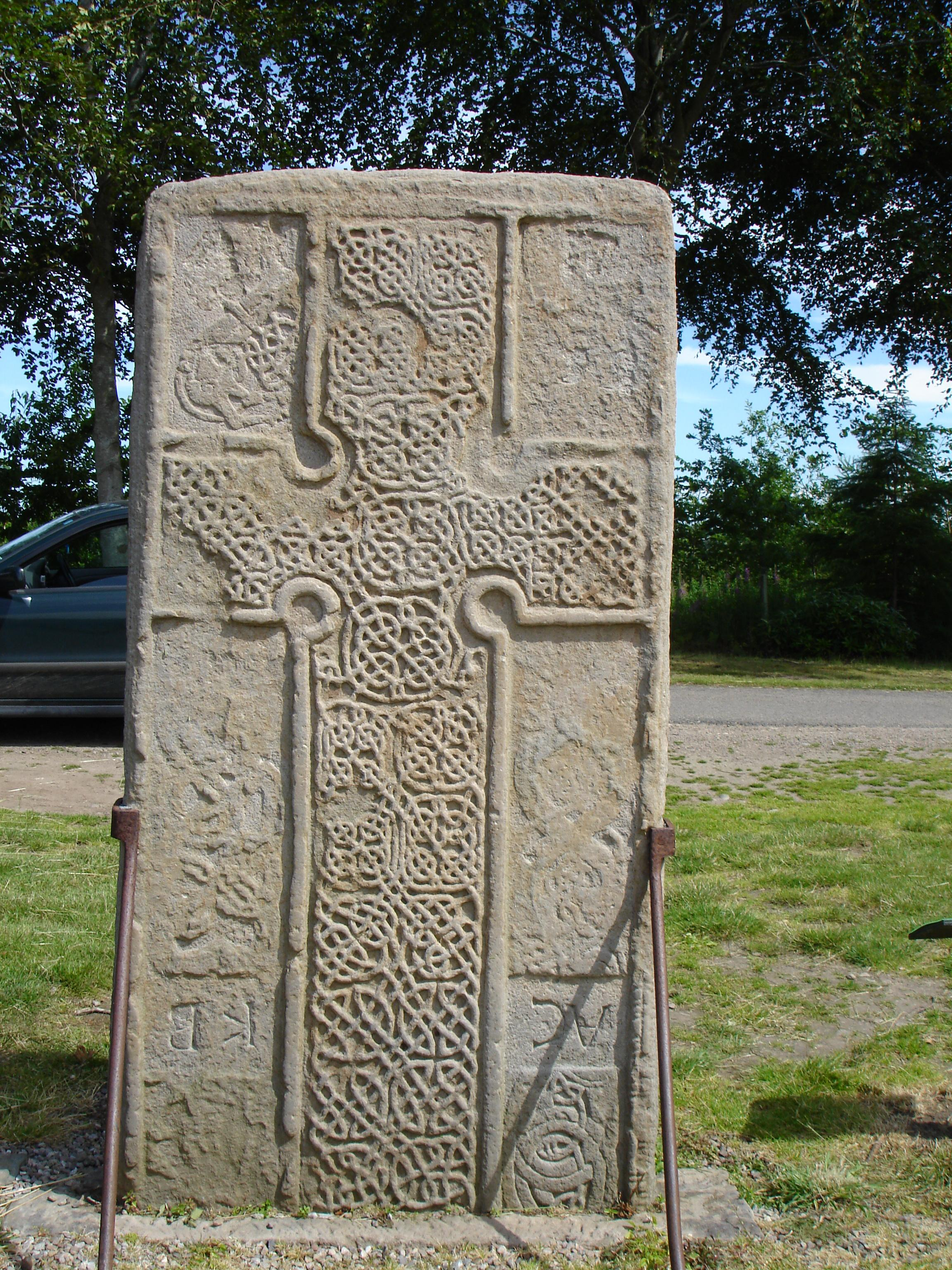
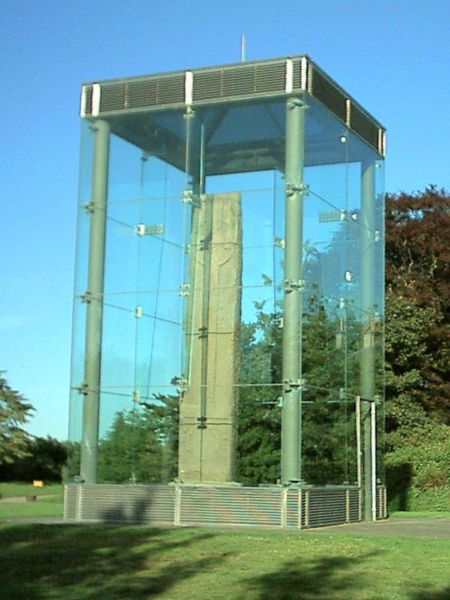
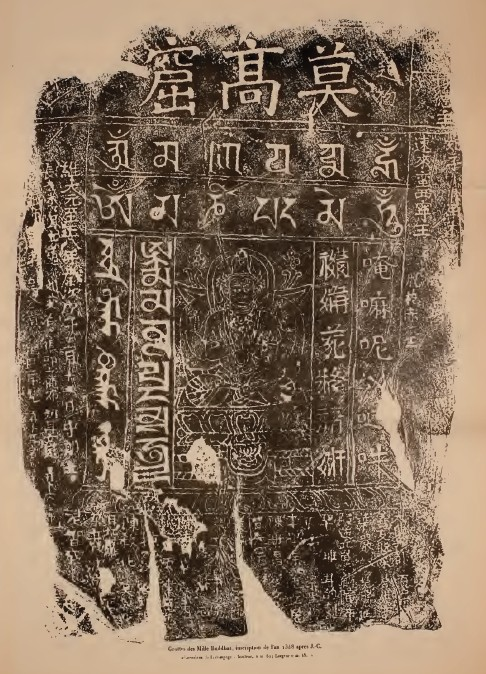
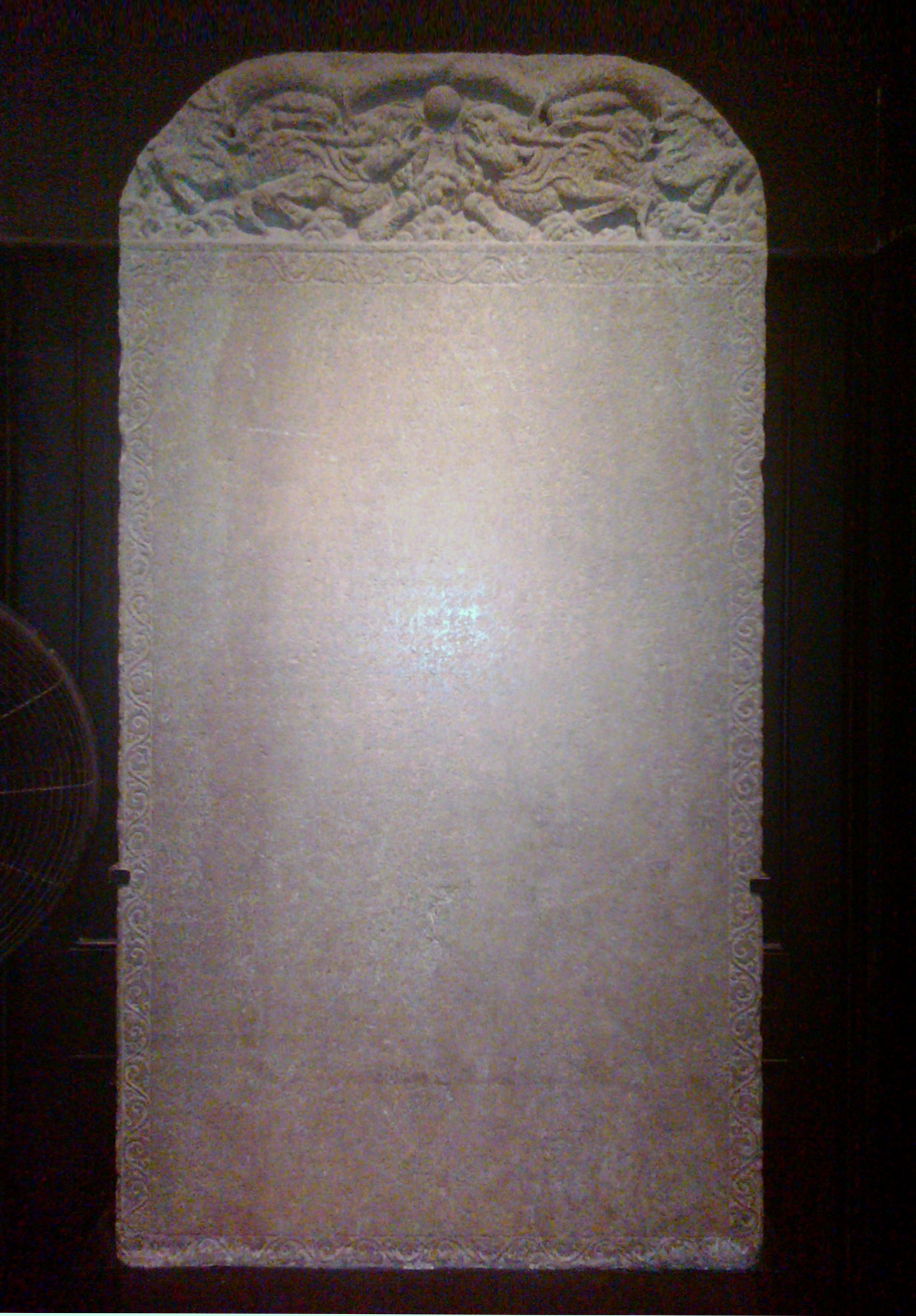
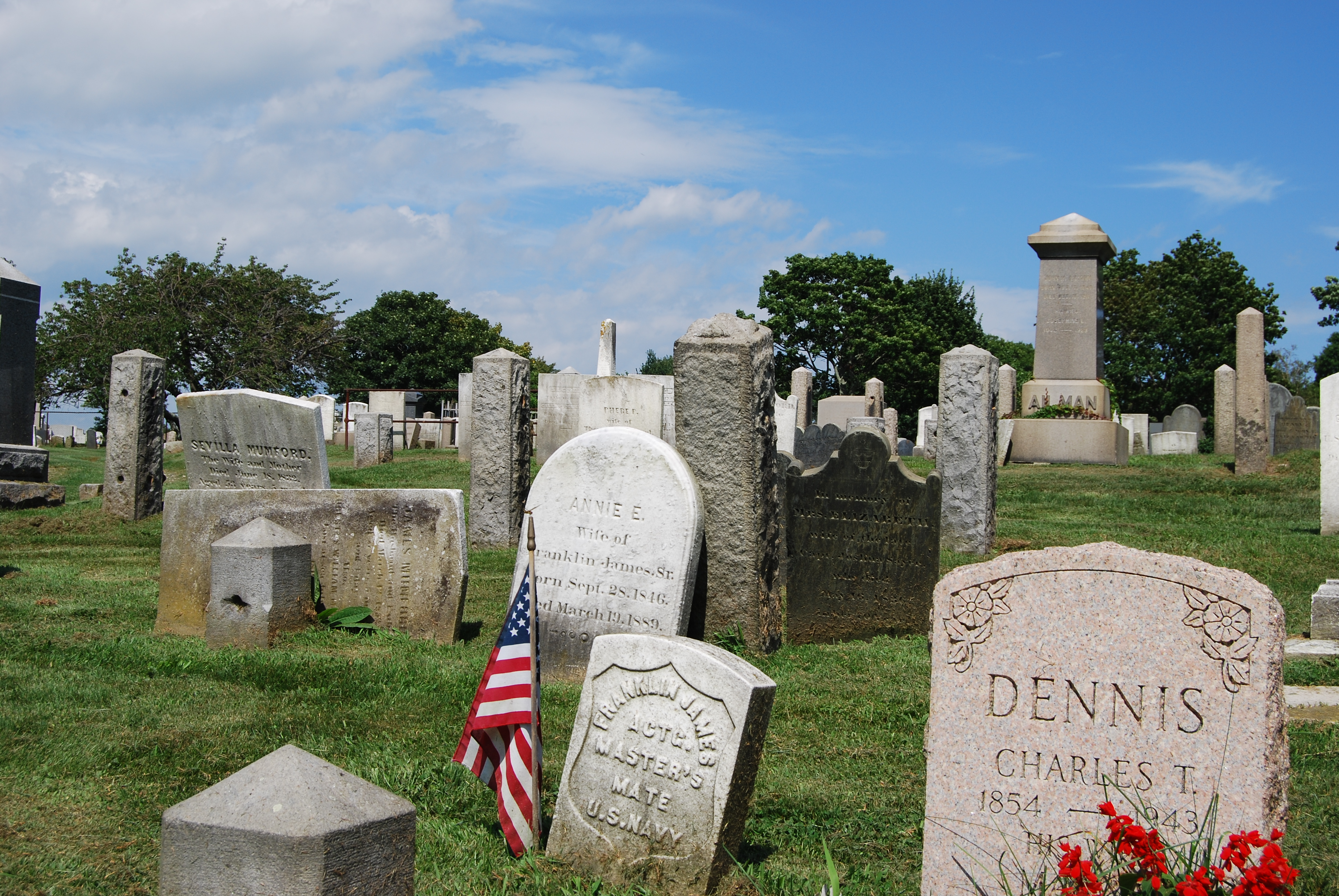